# Duela Dent
Duela Dent est un personnage de fiction appartenant à l'univers DC Comics, créé par Bob Rozakis. Elle est membre de l'Escadron Suicide, des Teen Titans, du Titans East et apparaît pour la première fois dans Batman Family #6 (1976).

## Biographie fictive

### Période Pré-Crisis
Duela Dent apparaît pour la première fois en tant que fille du Joker dans les séries de comics Batman. Elle attire l'attention de Robin (Dick Grayson) lorsqu'elle se proclame être la fille de Catwoman, de l'Épouvantail, du Riddler et du Pingouin. Robin réussit plus tard à révéler sa véritable identité : elle est en fait Duela Dent, la fille de Double-Face. Duela dit vouloir rejoindre les Teen Titans pour effacer les crimes de son père, pourtant la plupart des membres désapprouvent son accueil au sein de l'équipe. Dans Teen Titans #48, elle change son identité en Harlequin et développe de nouvelles techniques de combat et de nouveaux gadgets. Quand la série de comics Teen Titans est annulée, Duela réapparaît dans les séries Batman, devenant alors Card Queen au moment où elle infiltre une organisation appelée Maze. Duela apparaît pour la dernière fois dans les séries prè-Crisis avec Tales Of The Teen Titans #50 où elle est parmi les invités lors du mariage de Donna Troy. Dick Grayson affirme que Duela est bien trop vieille pour être la fille de Double-Face, elle avoue qu'il n'a pas tort puis disparaît avant que Dick ne puisse faire quoi que ce soit pour l'arrêter.

### Période d'aprèsCrisis
Ayant un trouble du délire et atteinte de schizophrénie, Duela multiplie les séjours en hôpitaux psychiatriques. Elle se dit être la fille de Double-Face, et s'allie avec les Teen Titans. Sa véritable identité demeure néanmoins inconnue. Sa réelle apparition durant la période post-Crisis est dans le comic Titans, où elle apparaît en vieille patiente dans un hôpital psychiatrique. Au début, les scénaristes avaient prévu de révéler que Harlequin était une voyageuse temporelle membre des Teen Titans et qui est devenue folle à cause de ces voyages à répétition. Pourtant, après l'annulation des séries, l'éventualité d'un possible retour de Duela est complètement abandonné. Le dernier numéro de Team Titans invente une trame inexistante du comic dans Team Titans #25, se résultant par une hâtive conclusion de la série où on voit Duela voler une machine capable de modifier le cours du temps qu'elle utilise plus tard pour plonger la ville de New York dans la fin des années 1970. L'apparition de Duela dans Team Titans est considérée comme un paradoxe temporel causé par Zero Hour. Harlequin apparait plus tard dans son âge réel dans les séries JLA/Titans: Technis Imperative, où Cyborg retrouve tous les anciens alliés des Titans avec son ordinateur intégré. Internée dans un établissement psychiatrique, Duela est libérée par Cyborg et aide la Ligue de Justice à retrouver l'âme de ce dernier. Dans ces séries, elle est décrite comme une ancienne alliée des Titans. Elle fera plus tard une brève apparition dans Titans Secret Files #1, où elle fait savoir que les Titans ont essayé de la persuader de devenir membre de l'équipe. Dans cette série, elle affirme dans ses délires schizophréniques être la fille de Doomsday. Duela apparaît ensuite dans Titans Secret Files #2, dans une histoire où le cousin de Gar, appelé Matt, recrute les membres d'une nouvelle version des Titans L.A. Harlequin saccage la petite assemblée avec quelques vilains, incluant les ennemis de Beast Boy Fear and Loathing, simplement parce qu'elle n'a pas été invitée. Flamebird et Terra l'éliminent et la ramènent dans un hôpital psychiatrique en Californie. Les circonstances de sa rencontre avec Fear and Loathing et les autres vilains n'ont pas été expliquées. Dans une histoire courte apparue dans Teen Titans/Outsiders Secret Files #2, Duela rencontre beaucoup de vilains dans leurs quartiers généraux et effectue une série de quêtes sauvages où elle cherche désespérément les origines de ses parents, faisant face à d'autres vilains (elle affirme être réincarnée par Lazarus Pit et présume que sa mère a des liens de parenté avec les vilains). Elle se bat de nouveau aux côtés des Titans pour affronter d'abord le Docteur Light dans Teen Titans (vol. 3), puis Superboy-Prime dans Infinite Crisis #4 et Teen Titans #32. Elle apparaît plus tard dans une double-page qui a été ajoutée dans la collection en hardcover intitulée Infinite Crisis.

#### Un an plus tard
Plus tard, la Fille du Joker et Enigma font partie des Teen Titans. Duela est à l'époque membre du groupe dissident appelé Titans East, le scénariste Geoff Johns explique : « Ouais. Nous allons vraiment nous consacrer à elle. Tony Daniel a fait un super redesign sur la fille du Joker pour ce Titans East. » Dans Teen Titans #43, Miss Martian et Cyborg arrivent à la prison de Belle Rêve pour interroger leur ancienne coéquipière Bombshell qui les a auparavant trahi. Risk et Batgirl font soudain irruption et Batgirl tue Bombshell en tranchant sa gorge avec un batarang. Duela et Enigma coupent l'alimentation de la prison, les détenus en profitent pour s'enfuir et attaquent Miss Martian et Cyborg. Elles enlèvent ensuite Raven qu'elles torturent psychologiquement. Duela révèle alors qu'elle a rejoint les Titans East tout simplement parce qu'ils lui ont demandé de le faire. Raven souligne que Duela a toujours été une alliée des Titans, et propose qu'elle soit acceptée en tant que membre de l'équipe. Duela accepte l'invitation en éliminant Enigma, et se bat aux côtés des Titans contre les Titans East. Lorsque le combat se termine, Duela et Batgirl disparaissent.

#### Countdown
Duela apparaît dans le premier numéro de Countdown. Elle enlève un adolescent célèbre dans une boîte de nuit afin d'attirer l'attention de Jason Todd. Quand elle est capturée par ce dernier, elle prétend qu'elle vient d'une Terre alternative. Elle réussit plus tard à s'évader mais elle est éliminée par un Moniteur, qui affirme : « Ce monde n'est pas le vôtre. Votre présence ici n'est pas tolérée. Votre punition sera la mort. » Lorsqu'il est informé de la mort de Duela, le Joker affirme qu'il n'a jamais eu de fille. Le Moniteur de la Nouvelle Terre suggère que le père de Duela est en fait une version alternative du Joker : « Elle n'a pas sa place ici,.. faire croire aux autres qu'elle a été la fille du Joker, qui, sur ce monde, n'est certainement pas vrai. » Dan DiDio, le rédacteur en chef chez DC, a déclaré que le meurtre de Duela va avoir un effet considérable tout au long de la série. Nightwing, Robin, Donna Troy, Wonder Girl et Ravager enquêtent alors sur la mort de Duela, mais leurs démarches sont coupées court par l'un des Moniteurs, qui détourne leur attention ailleurs. Dans Countdown Presents The Search for Ray Palmer : Crime Society, il est révélé que la version héroïque du Joker dans terre-3, le Jokester, est le père de Duela Dent, et que sa mère était Evelyn Dent, ou Triple-Face (la version Terre-3 de Double-Face). Elle est élevée par Triple-Face et son beau-père, Sphinx et, ensemble, les trois forment la Famille Riddler. Lorsque Jokester rejoint la famille, Duela révèle qu'elle vit une romance avec Talon, le jeune assistant d'Owlman. Le Jokester la renie comme étant sa fille et Duela part avec Talon quelques instants avant que la Crime Society  ne prenne d'assaut leur appartement. L'Homme-mystère est tué par Ultraman et le bras de Triple-Face est arraché par Superwoman ; le Jokester quant à lui réussit à prendre la fuite jusqu'à ce qu'il soit, plus tard, tué par Salomon, le Moniteur qui a tué Duela.

#### The New 52
Une nouvelle version du personnage apparaît d'abord avec la série The New 52 dans Catwoman #23. Le personnage apparaît également dans le one shot appartenant aux séries Villains Month, Batman : The Dark Knight #23, et, au début de l'année 2014, le personnage est davantage étudié en profondeur dans un autre one-shot. Au lendemain du Deuil de la Famille, dans lequel Le Joker est mort, son visage (qu'il avait déjà fait scalper) est trouvé par une jeune femme psychotique vivant dans les égouts. La femme portait une tranche de chair humaine comme un masque, et se nomme elle-même la fille du Joker. Elle n'est pas seulement obsédée par le fait de servir le Joker, mais elle convoite également le sang de celui-ci, qu'elle veut faire couler dans ses veines, par le biais du masque en chair humaine du visage du Joker, se sentant ainsi définitivement comme « sa fille ». Refusant d'admettre que le Joker est mort, elle commence à commettre des meurtres et détruit des biens de personnes innocentes afin de le trouver et attirer son attention. Cela la conduit à Dollmaker, celui qui a scalpé le Joker. Dollmaker donne alors une fiole contenant le sang du Joker à Duela qu'elle s'injectera dans les veines, puis il coud le visage du Joker sur celui de Duela. Après avoir échoué à trouver son père, elle finit par se désespérer jusqu'à ce qu'elle reçoive une note de quelqu'un qui prétend être le Joker. Dans Batman: Eternal, la fille du Joker participe à une offensive de masse contre Batman où elle planifie aussi d'utiliser l'esprit d'Arkham pour « ressusciter » son père dans le corps de Maxie Zeus et, plus tard, affronte Batgirl au carnaval où le Joker élimine le Commissaire Gordon après avoir éliminé Barbara. Le Joker revient plus tard, vivant, dans Batman : Endgame . Au grand dam de Harley Quinn, la fille du Joker est recrutée pour faire partie de la Nouvelle Suicide Squad. Les points de vue et critiques des fans à propos de la fille du Joker sont mitigés,.

## Prétendus liens de parenté avec d'autres vilains
Duela prétend être la progéniture des vilains suivants : Le Joker, Catwoman, l' Épouvantail, Riddler, Le Pingouin, Double-Face, Doomsday, Le Dr Light et Punch and Jewelee. Elle est à l'origine présentée comme la fille de Double-Face. Le créateur du personnage, Bob Rozakis, déclare : « Il n'a pas fallu trop de temps pour décider quel genre de fille elle allait être. Après tout, le seul vilain qui a été marié est Double-Face. J'ai convaincu Julie (et le rédacteur en chef adjoint E. Nelson Bridwell, gardien de la continuité historique de la DC) que Harvey et Gilda Dent ont eu une fille, que Harvey a été déçu parce qu'elle n'était pas jumelle, et qu'il l'avait nommé Duela. » Quand on demande à Rozakis son état d'inspiration lorsqu'il a créé cette version cinglée de Duela Dent, qui est atteinte de multiples troubles de la personnalité, il a répondu : « j'ai éclaté de rire quand je l'ai vu la première fois, mais je pense qu'ils ont trop lessivé le personnage. J'imagine que Marv et compagnie n'ont plus voulu d'elle et souhaite la mettre à l'écart en raison de la continuité, mais ils auraient pu tout aussi facilement l'ignorer. Je considère en fait Harley Quinn comme une réincarnation de Duela. » Il est révélé plus tard que le Jokester est son père biologique et que Triple-Face, alias Evelyn Dent, est sa mère. Evelyn a disparu alors qu'elle était encore enceinte de Duela, et Jokester n'était même pas au courant de l'existence de sa fille jusqu'à son adolescence. Riddler, le beau père de Duela, a aidé Evelyn à l'élever. Malgré cela, Duela ne se considère pas comme la fille de Riddler, elle est plutôt obsédée à vouloir être la fille du Joker.

## Autres versions

### Infinite Crisis
Dans Infinite Crisis #6, Alexander Luthor crée plusieurs Terres. Sur la Terre-154, Superman et Batman, avec leur fils Superman Jr et Batman Jr (les Super-Sons), apparaissent avec deux jeunes versions féminines du Joker et de Riddler, et aussi la fille de Lex Luthor, Ardora.

### Kingdom Come
Dans Kingdom Come, il y a un nouveau personnage, considéré à la fois comme la Fille du Joker et Arlequin selon les annotations de la série et Alex Ross. Jill Thompson a inspiré la création du Fille du Joker ; Thompson étant originaire de Chicago, comme Alex Ross. Austin Loomis affirme que Thompson se dessine elle-même dans les comics qu'elle illustre pour Vertigo. Il est à noter qu'à travers cette série, la fille du Joker est toujours austère et sérieuse. À la suite de la mort de Von Bach, Exmachina souligne que la Fille du Joker a subi un changement drastique de maquillage, avec une larme tatouée sous ses yeux. Elle est l'une des rares personnages à survivre à la bataille finale dans le numéro 4. Elle apparaît plus tard dans Kingston:Offspring #1.

### Tangent Comics
Une version féminine du Joker apparaît comme faisant partie du Tangent Comics de DC dans son propre one-shot (Tangent Comics: Le Joker) en 1997. Ce Joker ne ressemble pas à l'interprétation traditionnelle du personnage, et ses traits sont calqués sur le visage de Duela Dent.

### Teen Titans
Dans Teen Titans Go!, le comic basé sur la série animée, Kitten, la fille de Killer Moth, prend sa revanche contre son père pour ne l'avoir pas emmené en vacances dans le numéro 41. Elle commet délibérément délits et crimes, déguisée tantôt en Mad Maud, la fille de Mad Mod ; Joystick, la fille de Control Freak ; Marionnette, la fille du Roi de Marionnettes ; Rose X la fille de X Rouge ; Gemini, la fille de Madame Rouge ; Mademoiselle Manah, la fille de Monsieur Mallah ; Ravager, la fille de Slade ; et tantôt en Daughter Blood, la fille de Brother Blood. Robin, exaspéré, après avoir essayé de comprendre les similarités entre ces criminels, commence à comprendre que c'est probablement la fille du Joker qui est en train de lui jouer un mauvais tour. Le scénariste de Teen Titans Go!, J. Torres confirme que ce personnage est inspiré par Duela Dent : « Oui, j'adore Duela Dent. Avez-vous déjà vu l'histoire courte que j'ai créé la mettant en vedette dans Teen Titans/Outsiders Secret Files 2005 ? Après, une idée m'est venue de créer une mystérieuse jeune fille qui erre dans la ville et se proclamant être la fille des vilains de Titans. »

### Tiny Titans
Duela Dent apparaît souvent dans Tiny Titans en tant que fille du Joker. Elle a souvent été l'antagoniste de Robin, qui l'informe dans Tiny Titans #17 que les clowns ne sont pas invités à sa fête d'anniversaire. À de nombreuses reprises, elle tente de l'embrasser. Dans Tiny Titans #25, elle est brièvement membre du Sinestro Corps ou elle porte une bague que Starfire a acheté dans un prêteur sur gages. Durant les mini-séries Tiny Titans/Little Archie, elle et le Petit Archie sont surpris par Batman à l'intérieur de la Batcave. Duela affirme alors à Wayne qu'elle cherchait Robbie. Batman présume à ce moment que Little Archie était le fils du Joker, puis il appelle ce dernier de venir ramasser ses gosses.

### Titans Tomorrow
Dans la trame de Titans Tomorrow (en), Duela détruit l'asile d'Arkham et essaye de se réconcilier avec son père, qui l'ignore. Dans un excès de rage, elle tue Batgirl (Cassandra Cain), Alfred Deniers, et Bette Kane. Elle est également responsable de ce qui est arrivé aux membres de la GCPD, notamment à Crispus Allen. Elle s'est de nouveau appelé elle-même la fille du Joker, et adopte des accessoires encore plus thrash. Elle est abattue par Batman IV (Tim Drake du futur).

### Ame-Comi
L'Ame-Comi est un univers alternatif publié par DC en 2013. Elle y apparaît en tant que fille de Jack le Joker, un criminel qui a été paralysé par Jim Gordon. Duela est la plus dangereuse criminelle de la ville de Gotham et ses principaux ennemis dans cette continuité sont Batgirl et Robin (Carrie Kelly Gordon).

### Flashpoint
Dans une trame alternative des événements de Flashpoint, Harvey Dent a deux enfants qui sont enlevés par le Joker. Le chef James Gordon localise Joker et les enfants dans le Manoir Wayne et y va immédiatement sans la moindre protection. Gordon tire par erreur sur la fille de Dent, déguisée en Joker. Ce dernier fit alors irruption et tue Gordon avant que Batman n'arrive. Batman se précipite alors sur l'enfant et parvient à la réanimer, puis il éloigne les enfants loin du Joker.

### DC Bombshells
Dans la continuité DC Bombshells, la fille du Joker sert sous le Régime nazi pendant la Seconde Guerre mondiale, et soutient les causes du Troisième Reich en prenant sous son contrôle la magie de Raven et Zatanna. Elle est finalement vaincue par les Bombshells.